# Música ligera

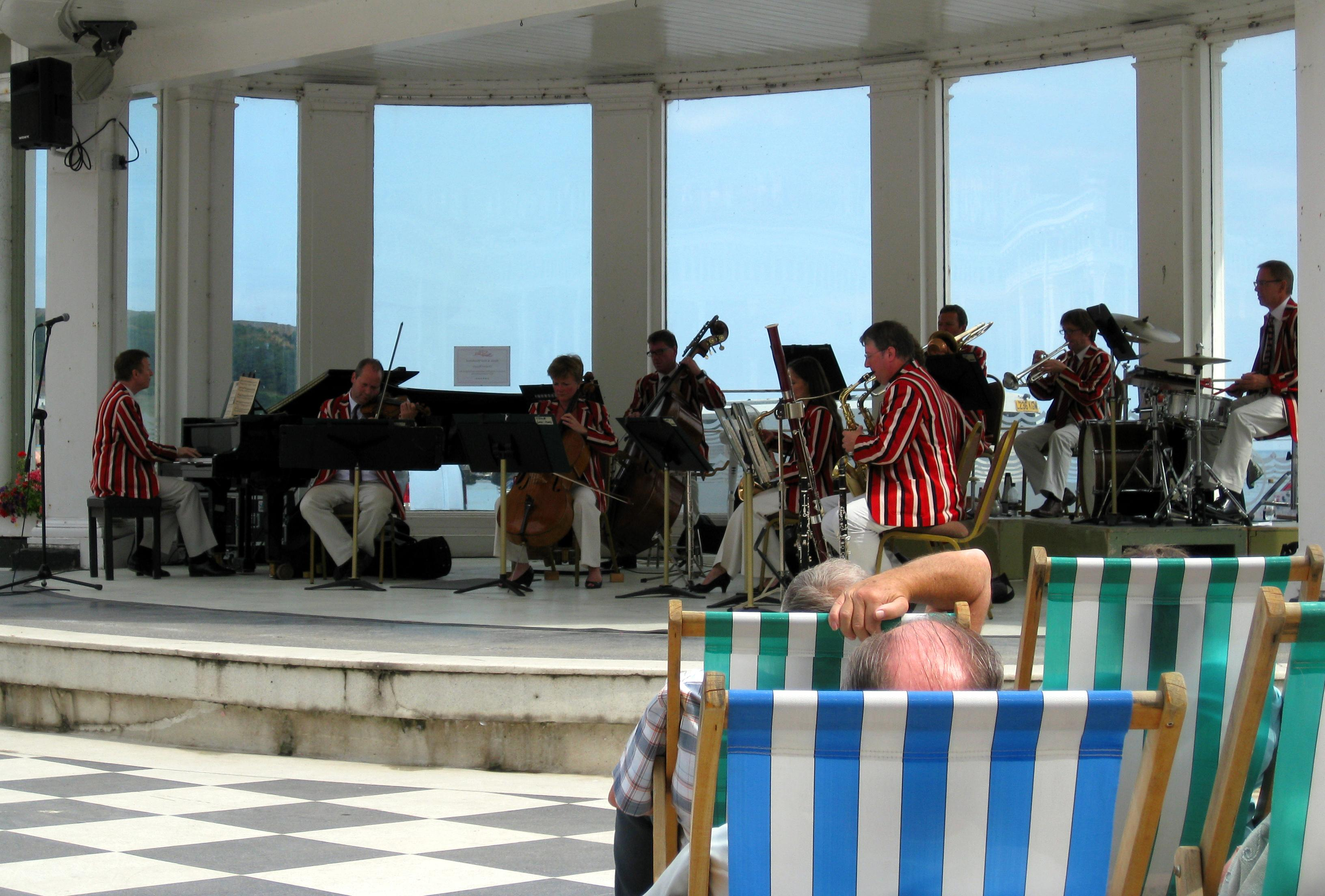
Un ejemplo de música ligera:Scarborough Spa Orchestra

El término música ligera se emplea generalmente para referirse a aquellos géneros de música popular que se caracterizan por su carácter melodioso y asequible, con armonizaciones sencillas e instrumentaciones suaves que los hacen aptos para todo tipo de público. 
Estas características son comunes a casi toda la música popular anterior a la década de 1950, razón por la que ambos términos podían usarse de manera indistinta y equivalente. No obstante, el apelativo "ligera" no era muy apropiado para las expresiones más dramáticas —o las más complejas— de la música popular, y tras la aparición a partir de los años 50 de géneros como el rock o el jazz moderno se irá acotando más el término "música ligera" (o "canción ligera", pues se trata sobre todo de música cantada) a la canción popular clásica (principalmente música de variedades, previa al rock) y la que surgió después como evolución de ese estilo.
Con todo, el término conserva cierta ambigüedad que obliga a interpretarlo según el contexto, pues hay estudiosos que lo siguen equiparando a toda la música popular, y también hay otros que reniegan directamente de su uso o bien lo reducen a un género similar al easy listening anglosajón.
Entre los géneros típicamente identificados como música ligera se pueden mencionar el cuplé, el cabaré, el pop tradicional y el swing estadounidenses, la canción popular clásica europea (francesa, española, italiana, germana, etc.), los ritmos latinos (tango, bolero, salsa...), la canción melódica, el easy listening y el pop melódico (o incluso, según interpretaciones, todo el género pop).